# Hevrin Khalaf

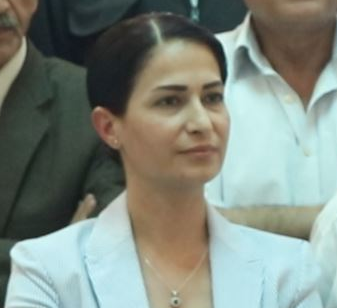
Hevrin Khalaf; 2019

Hevrin Khalaf (kurdisch Hevrîn Xelef; * 15. November 1984 in Rojava; † 12. Oktober 2019 ebenda) war eine kurdische Politikerin und Bauingenieurin in Syrien.

## Leben und politische Laufbahn
Hevrin Khalaf beendete 2009 ihr Studium an der Fakultät für Agrarwissenschaften in Aleppo. Mit dem Beginn der Revolution in Rojava 2015 engagierte sie sich in der Freiheitsbewegung und für die Energieversorgung im Kanton Cizîre. Sie wurde stellvertretende Vorsitzende des Energieausschusses.
2018 war Khalaf Gründerin und Mitglied der Future Syria Party (FSP) (kurdisch: Partiya Sûriya Pêşerojê (PSP)), die mit den Zielen antrat, die Interessen aller sozialen Gruppen zu vertreten und für einen demokratischen Neuanfang in Syrien zu sorgen. Sie wurde zur Generalsekretärin gewählt.
In ihrer politischen Arbeit legte Khalaf Wert auf die Gleichbehandlung aller sozialen Gruppen in Syrien und betonte, wie wichtig der Dialog aller politischen syrischen Kräfte sei. Sie setzte sich außerdem für Frauenrechte ein und nahm im September 2019 an der ersten Konferenz arabischer Stammesfrauen teil.
Im Zuge der türkischen Militäroffensive in Nordsyrien 2019 wurde Khalaf am 12. Oktober 2019 auf der Autobahn M4 von türkeitreuen Milizen der Gruppe Ahrar al-Sharqiya hingerichtet, als sie mit einem Fahrer zu einer politischen Versammlung nördlich von ar-Raqqa unterwegs war und in einen Hinterhalt der Syrischen Nationalen Armee (SNA) geriet. Auch der Fahrer und sieben weitere Zivilisten wurden bei diesem Überfall ermordet. Laut der französischen Zeitung Le Monde starb Hevrin Khalaf an den Folgen von schweren Misshandlungen. Ahrar al-Sharqiya verbreitete eine Videoaufnahme dieser Tat zu Propagandazwecken im Internet. Hevrin Khalaf wurde in al-Malikiya (Derik) beerdigt.

## Ehrungen und Gedenken
Anuscheh Amir-Khalili initiierte 2019 den Heilkräutergarten Hevrîn Xelef, im hinteren Teil des ehemaligen Jacobi-Friedhofes in Berlin-Neukölln. Das Projekt soll einen Treffpunkt für Frauen aller Religionen und unabhängig ihrer Herkunft schaffen und u. a. den Austausch um traditionelles Wissen um Pflanzen und Kräuter in Partnerschaft mit dem Frauendorf Jinwar unterstützen. Das Berliner Projekt entstand als „Schwesterngarten“ mit dem Frauendorf Jinwar, wo im selben Zeitraum ein Gesundheitszentrum für geflüchtete Frauen und Kinder entstehen sollte. Am Internationalen Tag zur Beseitigung von Gewalt gegen Frauen wurde dort ein Gedenkbaum für Jina Masha Amini gepflanzt.